# Grad Sveti Ivan Zelina
Grad Sveti Ivan Zelina är en stad i Kroatien.   Den ligger i länet Zagrebs län, i den nordöstra delen av landet, 27 km nordost om huvudstaden Zagreb.